# Storm from the East
Storm from the East is een studioalbum van Isao Tomita uit 1992; het album is alleen uitgegeven in Japan. Het bevat de muziek voor een documentaire van Nippon Hoso Kyokai en de BBC over volkeren op de steppes van Mongolië. De BBC gebruikte echter de muziek van Tomita niet en mede daardoor werd het album alleen in Japan uitgegeven. De muziek neigt in de rustiger gedeelten naar de muziek van Vangelis; het wilde geëxperimenteer zoals bij Pictures at an Exhibition is niet meer te horen. Het album kreeg ook als titel Legends of Blue Wolf.

## Musici
- Isao Tomita – synthesizers

## Tracklist
Alles van Tomita

| Nr. | Titel                                       | Duur |
| --- | ------------------------------------------- | ---- |
| 1.  | Main theme                                  | 1:44 |
| 2.  | Mongolian Fantasy 1: East Afar              | 2:58 |
| 3.  | Legend of Saviour                           | 2:05 |
| 4.  | Messenger from Tartar                       | 2:22 |
| 5.  | King Priester John – An Abyssinian Eidolon  | 3:03 |
| 6.  | Memories of Pale Earth                      | 2:38 |
| 7.  | Dazzling Dark                               | 2:54 |
| 8.  | Ethereal view                               | 2:52 |
| 9.  | Winds of Great Plains                       | 4:41 |
| 10. | Requiem of Plains                           | 3:55 |
| 11. | Mongolian Fantasy 2: Flash of Shining Glory | 2:21 |
| 12. | Messenger from Inferno                      | 2:26 |
| 13. | Theme of Aklai                              | 2:34 |
| 14. | Mongolian Fantasy 3: Land of Great Khan     | 6:55 |
| 15. | Ending theme                                | 2:22 |